# Zenochloris
Zenochloris is een kevergeslacht uit de familie van de boktorren (Cerambycidae). De wetenschappelijke naam van het geslacht werd voor het eerst geldig gepubliceerd in 1885 door Bates.

## Soorten
Zenochloris omvat de volgende soorten:
- Zenochloris barbicauda Bates, 1892
- Zenochloris densepunctata Fuchs, 1976
- Zenochloris freyi Fuchs, 1966
- Zenochloris major Chemsak & Hovore, 2010
- Zenochloris paradoxa Bates, 1885
- Zenochloris vandykei Linsley, 1935